# (1512) Oulu
(1512) Oulu ist ein Asteroid des Hauptgürtels, der am 18. März 1939 von dem finnischen Astronomen Heikki A. Alikoski in Turku entdeckt wurde.
Der Name des Asteroiden ist von der finnischen Stadt Oulu abgeleitet, dem Geburtsort des Entdeckers.